# Dave Clement
David Thomas "Dave" Clement (2. februar 1948 – 31. marts 1982) var en engelsk fodboldspiller, der spillede som forsvarer. Han var på klubplan primært tilknyttet Queens Park Rangers, men havde også ophold hos Bolton, Wimbledon og Fulham. Han spillede desuden fem kampe for Englands landshold, som han debuterede for 24. marts 1976 i et opgør mod Wales.
Clement begik selvmord i 1982 i en alder af kun 34 år. Hans søn, Neil Clement, var også professionel fodboldspiller.